# Alpii Bernezi
Alpii Bernezi - lanț muntos din Alpii Occidentali - se află pe teritoriul Elveției (cantoanele Berna, Vaud, Fribourg, Valais, Lucerna, Uri și Nidwalden).
Valea Ronului îi separă la sud de Alpii Pennini; trecătorile Furka, St. Gotthard și valea Ronului superior formează la sud-est granița cu Alpii Lepontini; la est, valea râului Reuss îi separă de Alpii Glarus; limita nordică nu este foarte bine definită, dar poate fi asimilată cu o linie ce unește lacurile Geneva și Lucerna.
Trecutul Alpilor Bernezi este inseparabil legat de istoria a două cantoane: Vaud si Berna. Din anul 58 î.Hr. aceste ținuturi au aparținut Imperiului Roman, care exercita însă numai autoritate simbolică asupra regiunii montane, lipsite de cai de acces. În secolul al V-lea in zonă s-au stabilit burgunzii, care au inclus aceste pământuri în statul lor medieval. În 1032 Vaud s-a aflat între granițele Sfântului Imperiu Roman de Națiune Germană, iar in secolul al XIII-lea a devenit proprietatea Casei de Savoia.
În perioada formării Confederației Elvețiene Vaud s-a simțit adeseori amenințat de cantonul învecinat, Berna. Și nu fără motiv: a fost supus de acesta în secolul al XVI-lea. In 1798 locuitorii din Vaud si-au dobandit independenta, de care s-au bucurat numai patru luni. Sub numele de Republica Lemanica regiunea a fost subordonata Republicii Helvetice, un stat-satelit aparut la dorinta lui Napoleon. În 1728 tinuturile Aargau, Vaud si Oberland (care apartineau Bernei) au obtinut statut de cantoane independente, dar cel din urma a fost anexat de regiunea-mama in 1803. In acelasi an, din Republica Lemanică s-a desprins teritoriul cu numele Vaud.
Vaile apelor Rhône (Ron), Venoge si Gros de Vaud sunt, in prezent, regiuni specific agricole. Se cultiva cu precadere cereale, sfecla de zahar si tutun. In Alpii Bernezi ramura predominanta a agriculturii ramane insa cresterea vitelor pentru lapte.
Cantonul Vaud (germană: Waadt), situat in sud-vestul Elvetiei, face parte din regiunea fracofona a tarii. Numarul locuitorilor sai depaseste 650.000, iar densitatea populatiei variaza mult. Niciun alt canton elvetian nu este, probabil, atat de variat sub aspectul peisajelor. La nord, in preajma lacului Neuchatel, predomina zonele colinare. Numai in extremitatea vestica si in interiorul zonei dintre cantoanele Fribourg si Valais se ridica lanturi muntoase, care la vest sunt o prelungire a muntilor Jura. Segmentul lor aflat in cantonul Vaud, care atinge inalțimea maxima in Varful Mont Tendre, marchează totodata granita cu Franta. 
Partea centrala a cantonului, care ocupa aproximativ doua treimi din suprafata sa, castiga in altitudine la est de Montereux, in directia Alpilor. Regiunea alpina cuprinde mai ales valea raului Saane, masivul Les Diablerets (cea mai inalta parte a cantonului, cu altitudini de pana la 3.210 m), precum si valea de pe malul stang al Ronului. Saane (Sarine) este un afluent drept al raului Aare. Aceasta apa curgatoare, cu lungimea de 128 km, izvoraste din pasul Sanetsch, din Alpii Bernezi, si traverseaza Lacul Gruyére (ale carui ape au fost inaltate de barajul unei hidrocentrale), pentru a se revarsa in Aare la vest de Berna.
Dezvoltarea turismului in Alpii Bernezi a dus la extinderea statiunilor de schi locale. Spre deosebire de cantonul Valais, in zona mai pot fi intalnite localitati care nu sunt foarte aglomerate nici macar in mijlocul sezonului hibernal. Mai cunoscută decat partea alpină este insa acea zona a cantonului Vaud aflata in imediata apropiere a lacului Léman (lacul Geneva). Aici se afla nu numai celebrele orase Montreux si Vevey, dar si Lausanne, sediul Comitetului Olimpic International .
Alpii Bernezi sunt străbătuți la nord de râul Aar și afluentul său Saane, la sud de Ron, iar în partea de est de râul Reuss.

## Economia
Agricultura: cresterea vitelor de lapte. 

Industria: alimentară (produse lactate)

Turism: (sporturi de iarna)

## Statistica
Altitudinea maxima:  Tête Ronde (3.210 m)

Alte varfuri:
- Grand Muveran (3.051 m),
- Dent de Morcles (2.969 m),
- La Tornette (2.540 m)

## Clima
Alpină. Temperaturile medii multianuale sunt, in vaile locuite, de -3 °C in ianuarie si de +17 °C in iulie.

## Obiective turistice
Castelul Ex, rezervatia La Pierreuse, orasul Rougemont, muntele Les Diablerets (ghetarii), localitatea Villars-sur-Ollon.

## Vârfuri

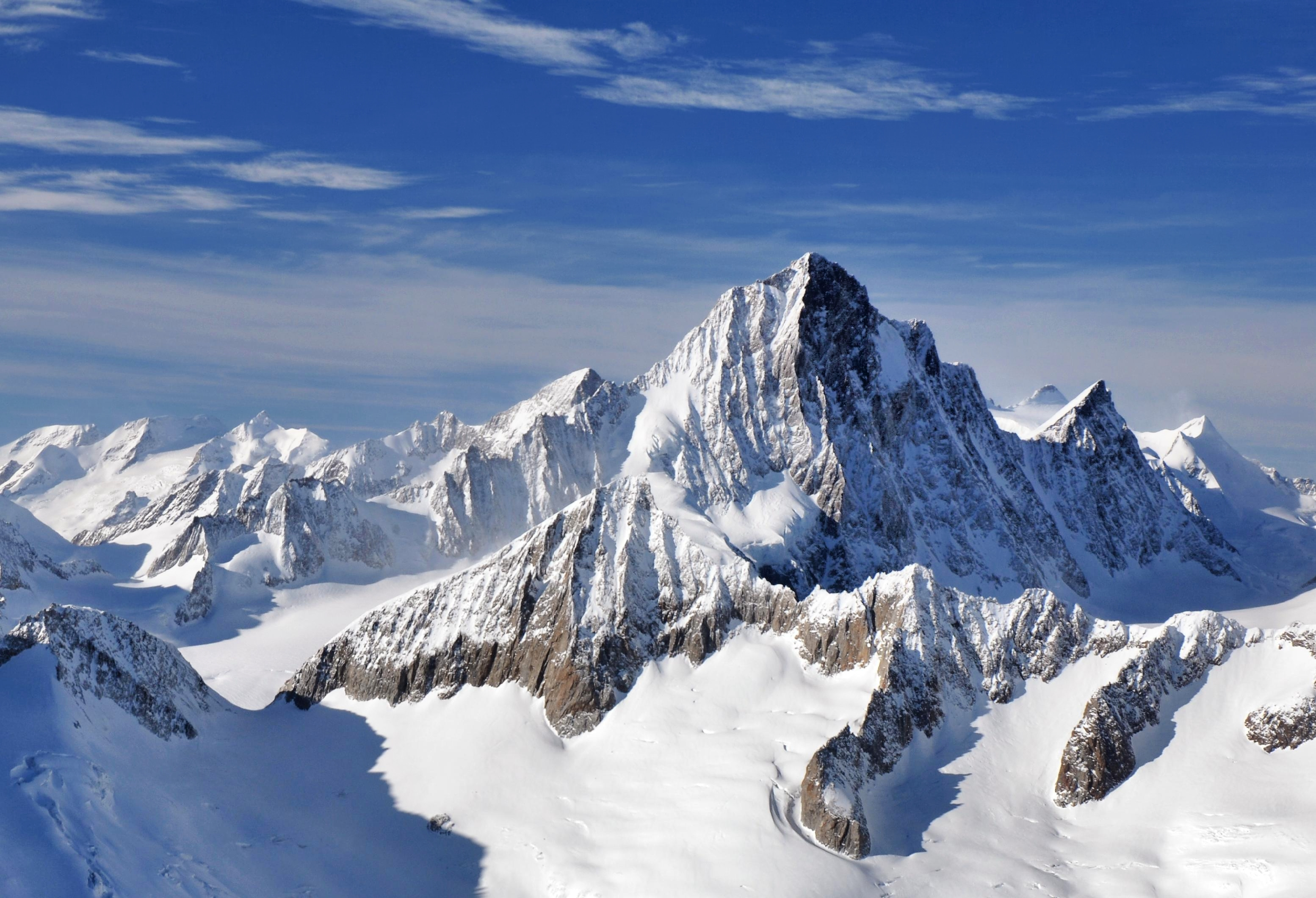
Finsteraarhorn

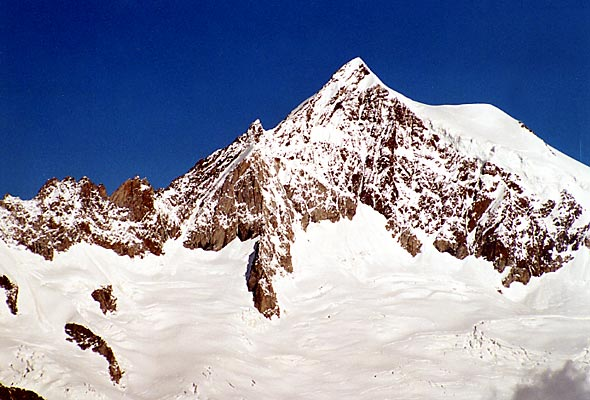
Aletschhorn

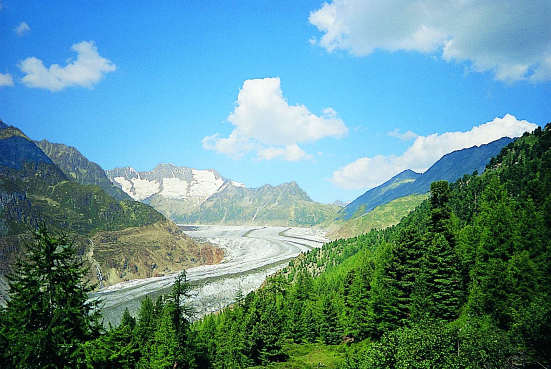
Gheţarul Aletsch

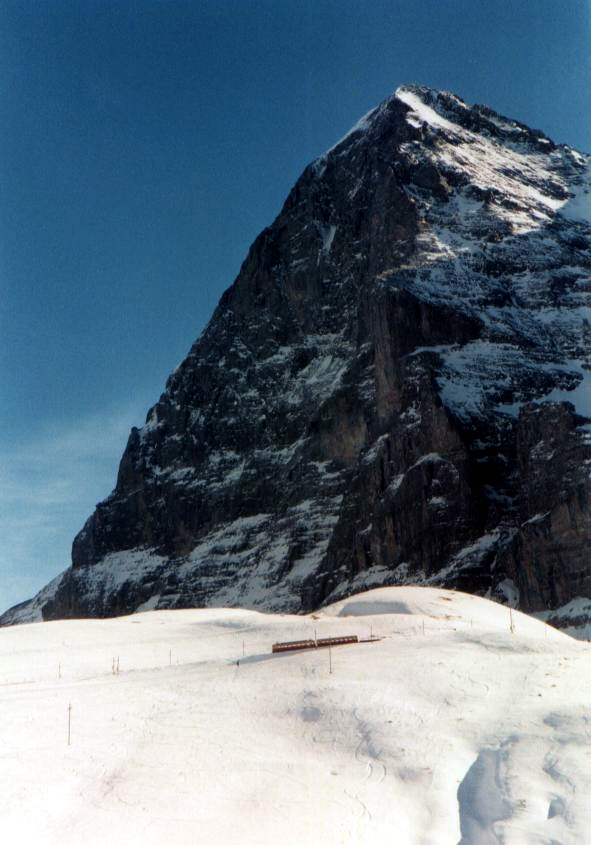
Eiger peretele de nord

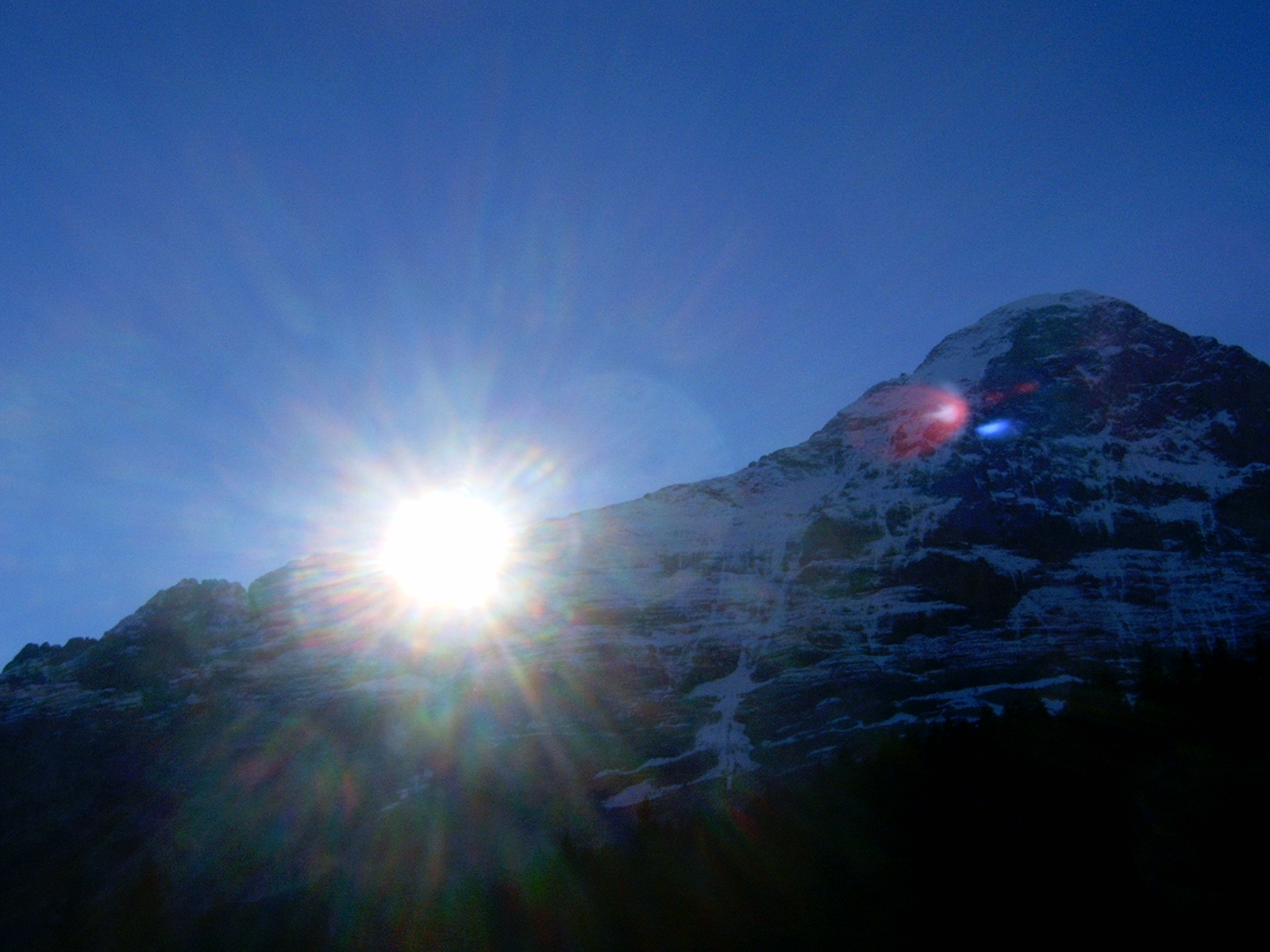
Eiger-Creasta centrală

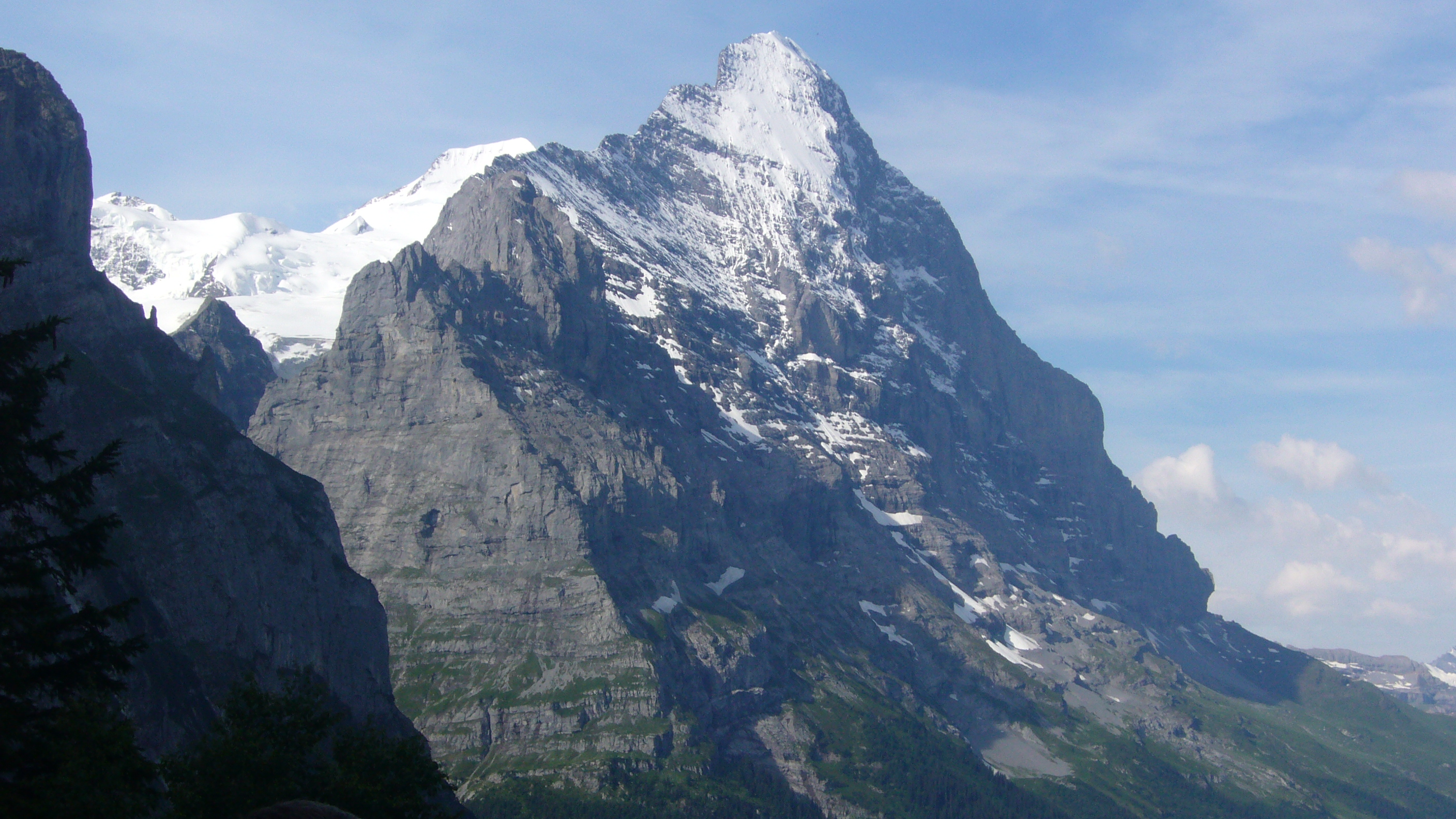
Eiger văzut de pe Grossen Scheidegg

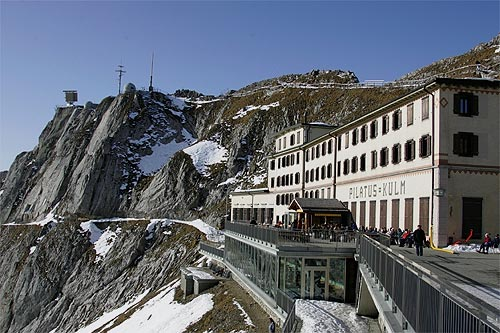
Hotel Pilatus-Kulm

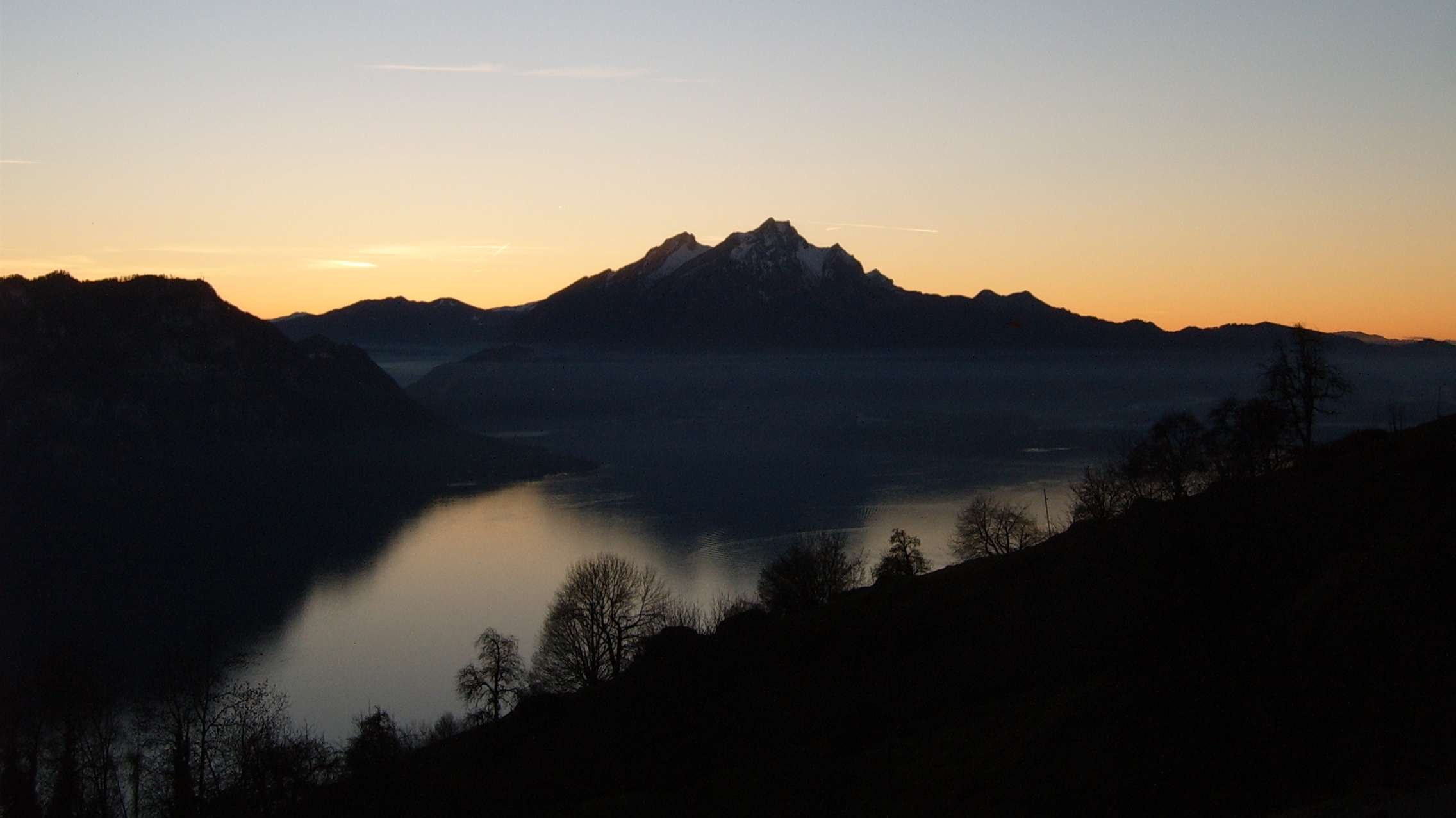
Muntele Pilat si Vierwaldstättersee

Principalele vârfuri din Alpii Bernezi sunt:
| Finsteraarhorn           | 4.275 m |
| Aletschhorn              | 4.182 m |
| Jungfrau                 | 4.166 m |
| Mönch                    | 4.105 m |
| Grosses Schreckhorn      | 4.080 m |
| Grosses Fiescherhorn     | 4.049 m |
| Eiger                    | 3.975 m |
| Bietschhorn              | 3.953 m |
| Gross Wannehorn          | 3.905 m |
| Gross Nesthorn           | 3.820 m |
| Lauterbrunnen Breithorn  | 3.779 m |
| Balmhorn                 | 3.711 m |
| Wetterhorn Mittelhorn    | 3.708 m |
| Wetterhorn Jungfrau      | 3.703 m |
| Silberhorn               | 3.695 m |
| Blümlisalphorn           | 3.671 m |
| Gross Doldenhorn         | 3.647 m |
| Atels                    | 3.636 m |
| Dammastock               | 3.633 m |
| Galenstock               | 3.597 m |
| Sustenhorn               | 3.512 m |
| Gspaltenhorn             | 3.442 m |
| Fleckistock              | 3.418 m |
| Gross Hühnerstock        | 3.348 m |
| Ewigschneehorn           | 3.331 m |
| Ritzlihorn               | 3.282 m |
| Wildhorn                 | 3.264 m |
| Wildstrubel              | 3.253 m |
| Diablerets               | 3.246 m |
| Titlis                   | 3.239 m |
| Gross Spannort           | 3.205 m |
| Wellhorn                 | 3.196 m |
| Mettenberg               | 3.107 m |
| Löffelhorn               | 3.098 m |
| Grand Muveran            | 3.061 m |
| Gross Wendenstock        | 3.044 m |
| Sparrhorn                | 3.026 m |
| Torrenthorn              | 3.003 m |
| Grande Dent de Morcles   | 2.980 m |
| Schilthorn               | 2.973 m |
| Eggishorn                | 2.934 m |
| Uri Rothstock            | 2.932 m |
| Schwarzhorn Grindelwald  | 2.930 m |
| Gross Siedelhorn         | 2.881 m |
| Albristhorn              | 2.764 m |
| Röthihorn                | 2.759 m |
| Faulhorn                 | 2.683 m |
| Gummfluh                 | 2.461 m |
| Sulegg                   | 2.412 m |
| Vanil Noir               | 2.395 m |
| Niesen                   | 2.366 m |
| Brienzer Rothorn         | 2.351 m |
| Tour d'Aï                | 2.334 m |
| Hohgant                  | 2.202 m |
| Stockhorn                | 2.192 m |
| Kaiseregg                | 2.189 m |
| Mount Pilatus Tomlishorn | 2.132 m |
| Chamossaire              | 2.116 m |
| Gemmenalphorn            | 2.064 m |
| Rochers de Naye          | 1.740 m |
| Moléson                  | 2.006 m |
| Dent de Jaman            | 1.879 m |

## Trecători
Principalele trecători din Alpii Bernezi sunt:
| Denumire         | Traseu                                          | Acces                       | Înălțime (m) | Înălțime (m) |
| ---------------- | ----------------------------------------------- | --------------------------- | ------------ | ------------ |
| Lauitor          | de la Lauterbrunnen la Eggishorn                | acoperită de zăpadă         | 3.700        |              |
| Mönchjoch        | de la Grindelwald la Eggishorn                  | acoperită de zăpadă         | 3.560        |              |
| Jungfraujoch     | de la Wengernalp la Eggishorn                   | acoperită de zăpadă         | 3.470        |              |
| Strahlegg Pass   | de la Grindelwald la Grimsel Pass               | acoperită de zăpadă         | 3.351        |              |
| Grünhornlücke    | de la Great Aletsch Glacier la Fiescher Glacier | acoperită de zăpadă         | 3.305        |              |
| Oberaarjoch      | de la Grimsel la Eggishorn                      | acoperită de zăpadă         | 3.233        |              |
| Gauli Pass       | de la Grimsel la Meiringen                      | acoperită de zăpadă         | 3.206        |              |
| Petersgrat       | de la Lauterbrunnen la Lötschental              | acoperită de zăpadă         | 3.205        |              |
| Lötschenlücke    | de la Lötschental la Eggishorn                  | acoperită de zăpadă         | 3.204        |              |
| Lauteraarsattel  | de la Grindelwald la Grimsel                    | acoperită de zăpadă         | 3.156        |              |
| Beichgrat        | de la Lötschental la Belalp                     | acoperită de zăpadă         | 3.136        |              |
| Lammernjoch      | de la Lenk la Gemmi                             | acoperită de zăpadă         | 3.132        |              |
| Triftlimmi       | de la Rhone Glacier la Gadmental                | acoperită de zăpadă         | 3.109        |              |
| Sustenlimmi      | de la Stein Alp la Göschenen                    | acoperită de zăpadă         | 3.103        |              |
| Gamchilucke      | de la Kiental la Lauterbrunnen                  | acoperită de zăpadă         | 2.833        |              |
| Tschiugel Pass   | de la Lauterbrunnen la Kandersteg               | acoperită de zăpadă         | 2.824        |              |
| Hohtürli Pass    | de la Kandersteg la Kiental                     | cărare                      | 2.707        |              |
| Lötschen Pass    | de la Kandersteg la Lötschental                 | acoperită de zăpadă         | 2.695        |              |
| Sefinenfurgge    | de la Lauterbrunnen la Kiental                  | cărare                      | 2.616        |              |
| Wendenjoch       | de la Engelberg la Gadmental                    | acoperită de zăpadă         | 2.604        |              |
| Furtwangsattel   | de la Guttannen la Gadmental                    | cărare                      | 2.558        |              |
| Furka Pass       | de la Rhône Glacier la Andermatt                | șosea                       | 2.436        |              |
| Rawil Pass       | de la Sion la Lenk im Simmental                 | drum forestier              | 2.415        |              |
| Gemmi Pass       | de la Kandersteg la Leukerbad                   | drum forestier              | 2.329        |              |
| Surenen Pass     | de la Engelberg la Altdorf                      | cărare                      | 2.305        |              |
| Susten Pass      | de la Meiringen la Wassen                       | șosea                       | 2.262        |              |
| Sanetsch Pass    | de la Sion la Saanen                            | drum forestier              | 2.234        |              |
| Joch Pass        | de la Meiringen la Engelberg                    | drum forestier              | 2.215        |              |
| Grimsel Pass     | de la Meiringen la Rhone Glacier                | șosea                       | 2.164        |              |
| Kleine Scheidegg | de la Grindelwald la Lauterbrunnen              | potecă, cale ferată         | 2.064        |              |
| Cheville         | de la Sion la Bex                               | drum forestier              | 2.049        |              |
| Grosse Scheidegg | de la Grindelwald la Meiringen                  | drum forestier              | 1.967        |              |
| Jaman            | de la Montreux la Montbovon                     | potecă tunel de cale ferată | 1.516        |              |
| Brünig Pass      | de la Meiringen la Lucerna                      | șosea, cale ferată          | 1.035        |              |